# شکربوته خاکستری‌برگ
شکربوته خاکستری‌برگ (نام علمی: Protea laurifolia) نام یک گونه از سرده شکربوته‌ها است.